# Island 1939
Island 1939 er en 12 minutter lang dansk film med dokumentariske optagelser fra 1939.

## Handling
Optagelser af Geodætisk Instituts opmålinger på Island i 1939 - en dansk-islandsk ekspedition. Teltlejr etableres med forsyninger og heste. Hestene læsses med trækasser, og ekspeditionen med hjælpeheste bevæger sig gennem lavalandskab og krydser en flod. Ekspeditionen slår lejr og laver opmålinger. Der bygges en varde. Lejren pakker sammen og drager videre til næste opmålingssted. Man har filmet geysere og boblende varme vandhuller i landskabet. En af deltagerne tager en svømmetur i en termisk sø.